# Aarhus Sejlklub

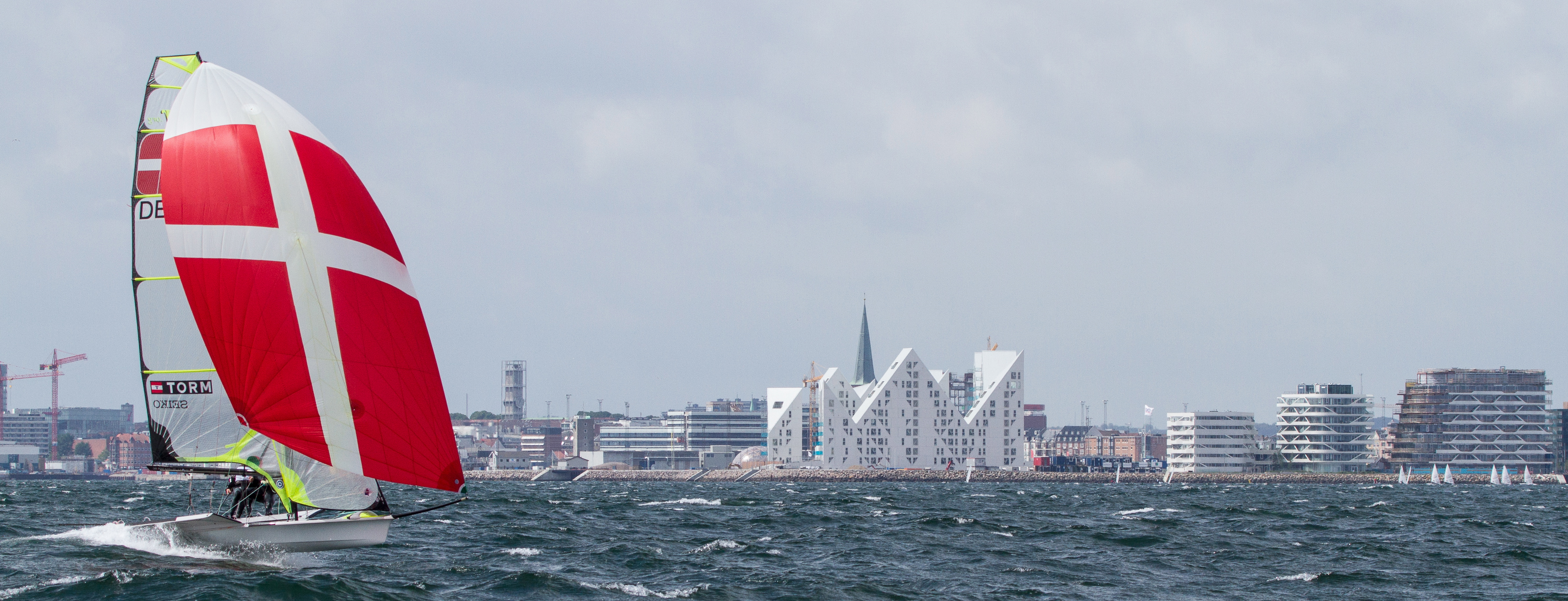
Das Segelrevier des Vereins, die Aarhusbucht, im Jahr 2014

Aarhus Sejlklub (ASK) (deutsch Aarhus Segelclub) wurde 1879 gegründet und ist damit einer der ältesten Yachtclubs in Dänemark. Seit 1922 ist Aarhus Sejlklub ein Mitglied der Dansk Sejlunion, des dänischen Segelsportverbands.

## Geschichte
Der Club wurde am 27. Juli 1879 zunächst unter dem Namen Aarhusbugtens Sejlklub (deutsch Aarhusbucht-Segelclub) gegründet. Eine Reihe von Regatten, die schon seit 1866 in der Aarhus Bugt (deutsch: Aarhusbucht) und auf dem Kattegat stattfanden, zeigte die Notwendigkeit für die Vereinsgründung auf. Aber die Regatta am 27. Februar 1878 war das entscheidende Ereignis, um auf eine Gründungsversammlung hinzuarbeiten. Diese wurde am 27. Juli 1880 in Aarhus abgehalten und die Wahlen ergaben den ersten Vorstand: Fabrikant Alexius Leth, als Vorsitzender des Clubs, Malermeister Carstensen, Restaurateur A. Bass, Fabrikant Caroe und Kaufmann Ludvig Houmann.
Im Jahr 1902 wurde der Clubname dann in seinen heutigen Namen Aarhus Sejlklub geändert. Der Club beteiligte sich im Jahr 1909 an der Gründung der Jütländischen Segel-Union (dän.: Jydsk Sejl–Union), in dem außerdem die Segelclubs Horsens Sejlklub, Sejlklub Neptun aus Vejle, Fredericia Sejlklub und Kolding Sejlklub zusammengeschlossen wurden. Später kamen noch der Sejlklub Bugten aus Aarhus und Horsens Amatørsejlklub hinzu. Ab 1911 wurden verstärkt Regatten für kleinere und größere Segelyachten in der Aarhusbucht veranstaltet, zudem wurden eine Clubyacht sowie Übungsboote vornehmlich für die Clubmitglieder angeschafft, um die sportliche Ausbildung im Club zu verbessern.
Aufgrund von Meinungsverschiedenheiten spaltete sich 1930 der Aarhus Yachtklub vom Aarhus Sejlklub ab. 1934 zog dieser schließlich in den Sportboothafen um. Dort wurde in den 1950er Jahren auch eine Halle für Yachtreparaturen errichtet. Zum 1. Januar 1957 fusionierte der Im Jahre 1948 gegründete Sejlklub Varna mit dem Aarhus Sejlklub. 1967 wurde ein neues Clubhaus im Sportboothafen eingeweiht. Beim hundertjährigen Bestehen im Mai 1979 zählte der Club 320 Mitglieder und 71 Sportboote, zugleich wurde ein weiteres Klubhaus eröffnet. Im Jahr 1998 wurden der Aarhus Sejlklub und der Aarhus Yachtklub wiedervereinigt.

## Regatten und Aktivitäten
Der Aarhus Sejlklub ist in der 1. Division der dänischen Segelsportliga (dän.: Sejlsportsligaen) vertreten und belegte 2024 den 10. Ranglistenplatz.
Der Club war auch Gastgeber der ISAF-Segel-Weltmeisterschaften 2018 in der Aarhusbucht.
Der Aarhus Sejlklub pflegt die Jugendarbeit und das Segeltraining mit einer Flotte von Optimist-Jollen, Zoom8-Jollen und 29er Jollen in der Aarhusbucht sowie in der Kalø Vig. Der Club betreibt darüber hinaus eine eigene Segelschule mit Trainern, die viele verschiedene Disziplinen für Jugendliche und Erwachsene, für Freizeitsegler und Regattasegler unterrichten.